# Arcadie (Ciupercovici)
Arcadie Ciupercovici, též Arkadius Czuperkowicz, ukrajinsky Arkadij Čuperkovyč, cyrilicí Аркадій Чуперкович (14. dubna 1823 Câmpulung – 18. března 1902 Černovice), byl rakouský pravoslavný duchovní a politik z Bukoviny, na přelomu 19. a 20. století arcibiskup černovický a metropolita Bukoviny a Dalmácie, koncem 19. století poslanec Říšské rady.

## Biografie
Narodil se v roce 1823 v Câmpulungu. Pocházel z rodiny kněze. Teologii vystudoval v Černovicích, 19. října 1847 se stal diakonem a 26. října téhož roku presbyterem. Byl pak přidělen k duchovní službě do obce Toporivci. Od roku 1848 byl farářem v obci Čornivka, od roku 1853 v Milișăuți. V roce 1866 se stal igumenem kláštera v Putně. Od roku 1874 měl funkci archimandrity a od 23. června 1878 konzistorního rady. 23. května 1880 byl jmenován diecézním archimandritou a arcibiskupským vikářem. Jeho církevní dráha vyvrcholila na přelomu století. 16. února 1896 byl jmenován arcibiskupem černovickým a metropolitou Bukoviny a Dalmácie. 7. dubna 1896 jmenování potvrdil synod. 19. května téhož roku byl uveden do funkce, kterou zastával až do své smrti.
Byl aktivní veřejně i politicky. Od roku 1870 zastával post náměstka okresního starosty v Rădăuți. Od roku 1878 do roku 1879 byl poslancem Bukovinského zemského sněmu, kde zastupoval I. voličský sbor velkostatkářské kurie.
Působil i jako poslanec Říšské rady (celostátního parlamentu Předlitavska), kam usedl ve volbách roku 1885 za kurii velkostatkářskou v Bukovině, I. voličský sbor. Slib složil 28. září 1885. Ve volebním období 1885–1891 se uvádí jako Arkadius Czuperkowicz, konzistorní archimandrita, bytem Černovice. Na Říšské radě se po volbách v roce 1885 uvádí jako člen konzervativního a federalistického Hohenwartova klubu.
Z titulu své arcibiskupské funkce zasedal coby virilista i mezi poslanci Bukovinského zemského sněmu a byl také členem Panské sněmovny (nevolená horní komora Říšské rady). Kvůli chatrnému zdraví a vysokému věku ale v těchto politických tělesech nevyvíjel větší aktivitu.
Pocházel z převážně rumunského prostředí na jihu Bukoviny. V národnostních otázkách se ale snažil o neutralitu. V dubnu 1899 čelil při odjezdu do Vídně na černovickém nádraží protestům proti své osobě z řad rumunských studentů.
Byl mu udělen Řád Františka Josefa. Města Černovice, Câmpulung a Rădăuți mu udělila čestné občanství. Zemřel po dlouhé nemoci v březnu 1902.
Jeho strýcem byl politik Miron Ciupercovici, který během revolučního roku 1848 zasedal coby poslanec Říšského sněmu.